# Provence-Alpes-Côte d’Azur

Logo der Region Provence-Alpes-Côte d’Azur

Provence-Alpes-Côte d’Azur [pʀɔˌvɑ̃sˌalpkotdaˈzyːʀ] (PACA) ist eine Region an der Mittelmeerküste im Südosten Frankreichs. Sie besteht aus den Départements Alpes-de-Haute-Provence, Alpes-Maritimes, Bouches-du-Rhône, Hautes-Alpes, Var und Vaucluse. Die Region hat eine Fläche von 31.688,83 Quadratkilometern und 5.170.312 Einwohner (1. Januar 2022). Sie grenzt (im Uhrzeigersinn) an die Regionen Okzitanien, Auvergne-Rhône-Alpes, Italien und Monaco. Hauptstadt der Region ist Marseille.
Obwohl der offizielle Name unverändert ist, tritt die Region seit 2018 unter der Marke Région Sud auf, um den langen Namen und die ungeliebte Abkürzung „PACA“ zu vermeiden.

## Topographie

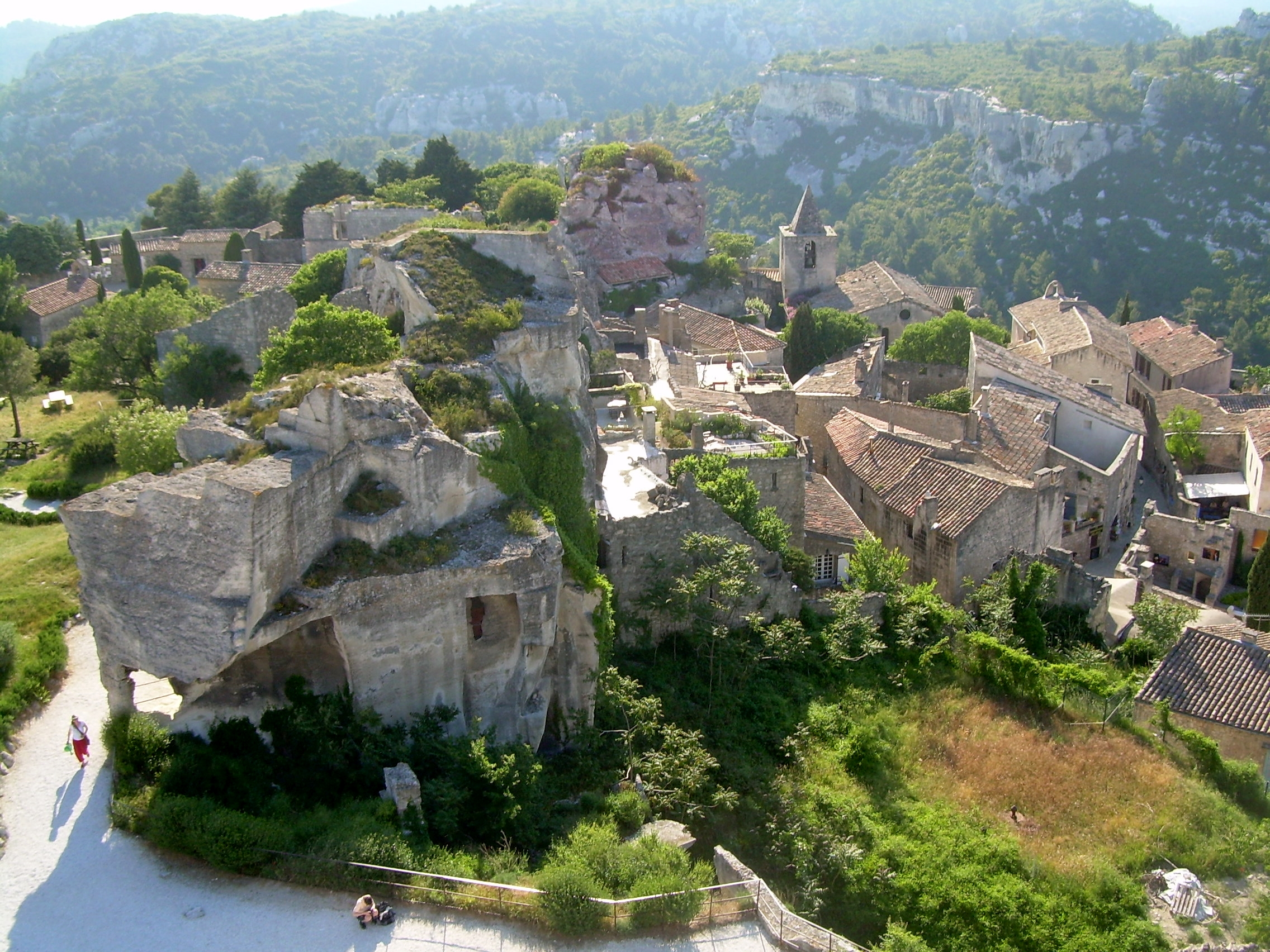
Les Baux-de-Provence

Die Region wird durch das Mittelmeer und Monaco im Süden, Italien im Osten sowie das Tal bzw. das Mündungs-Delta des Flusses Rhône im Westen begrenzt. Im Norden grenzt sie an die Region Auvergne-Rhône-Alpes; diese beiden Regionen teilen die französischen Alpen jeweils zur Hälfte unter sich auf.
Abgesehen von den Alpen gliedert sich die Landschaft der Region in die Provence sowie die Küste, die als Côte d’Azur bzw. als Französische Riviera bezeichnet wird.

## Wappen
| Wappen der Region Provence-Alpes-Côte d’Azur |
| Wappenbegründung: Das Wappen ist gespalten und vorn in Gold vier rote Pfähle, hinten ist es geteilt und oben in Gold ein rot beflosster blauer Delfin und unten auf schwarzem Dreiberg mit blauen Wellen ein roter Adler mit gleichgefärbter Krone. Die hier dargestellten drei Symbole der Region PACA finden ihre jeweilige geschichtliche Herkunft in der Herrschaft der Grafen von Barcelona (12. und 13. Jahrhundert), in der Eingliederung der südöstlichen Dauphiné (Département Hautes-Alpes) und der späteren Wiedereingliederung der Grafschaft Nizza (Département Alpes-Maritimes). |

## Geschichte
Mit der Einrichtung der Regionen in Frankreich 1960 entstand die Region Provence-Alpes-Côte d’Azur-Corse, die 1970 nach Abtrennung Korsikas in Provence-Alpes-Côte d’Azur umbenannt wurde. 1972 erhielt die Region den Status eines Établissements public unter Leitung eines Regionalpräfekten. Durch die Dezentralisierungsgesetze von 1982 erhielten die Regionen den Status von Collectivités territoriales (Gebietskörperschaften), wie ihn bis dahin nur die Gemeinden und die Départements besessen hatten. Im Jahre 1986 wurden die Regionalräte erstmals direkt gewählt. Seitdem wurden die Befugnisse der Region gegenüber der Zentralregierung in Paris schrittweise erweitert.

### Bevölkerungsentwicklung
| Jahr      | 1962      | 1968      | 1975      | 1982      | 1990      | 1999      | 2006      | 2016      |
| --------- | --------- | --------- | --------- | --------- | --------- | --------- | --------- | --------- |
| Einwohner | 2.818.992 | 3.298.836 | 3.675.730 | 3.965.209 | 4.257.907 | 4.506.151 | 4.864.005 | 5.021.928 |

### Städte

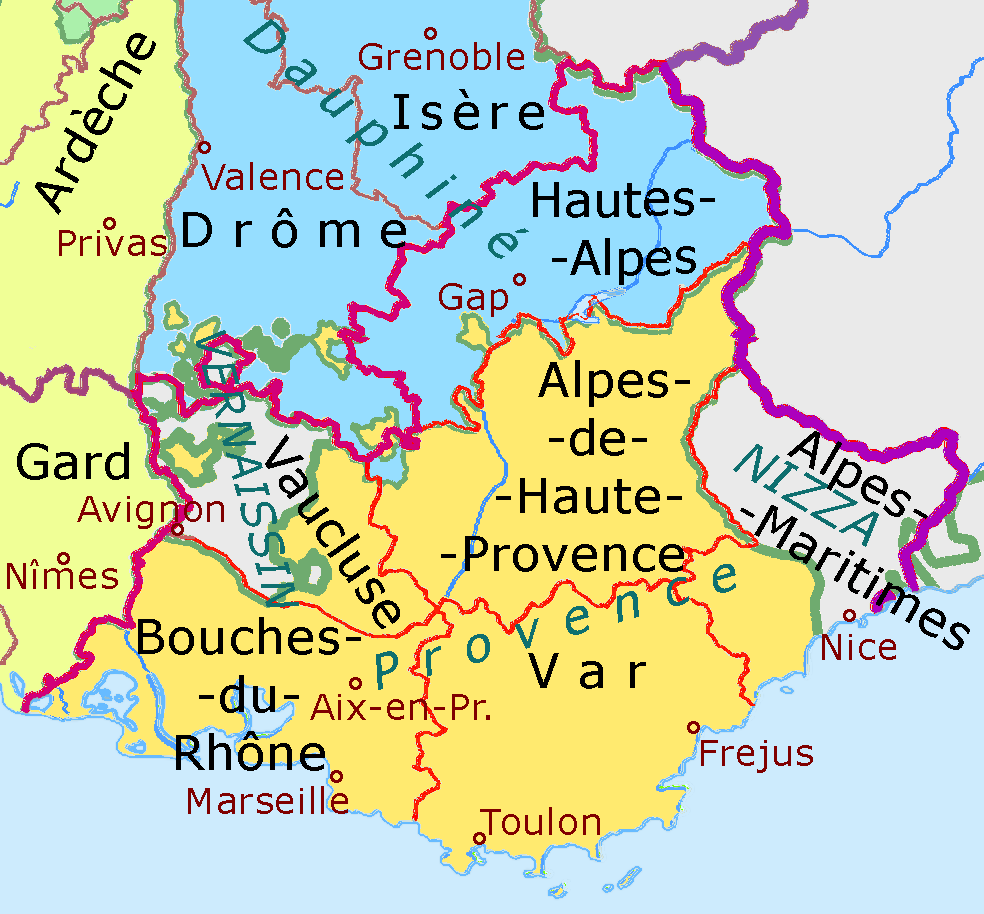
Die Region Provence-Alpes-Côte d’Azur vor dem Hintergrund der Provinz Provence des Ancien Régime und angrenzender Gebiete

Die bevölkerungsreichsten Städte der Region Provence-Alpes-Côte d’Azur sind:
| Stadt            | Einwohner (Jahr) | Département      |
| ---------------- | ---------------- | ---------------- |
| Marseille        | 877.215 (2022)   | Bouches-du-Rhône |
| Nizza            | 353.701 (2022)   | Alpes-Maritimes  |
| Toulon           | 180.834 (2022)   | Var              |
| Aix-en-Provence  | 147.933 (2022)   | Bouches-du-Rhône |
| Avignon          | 91.760 (2022)    | Vaucluse         |
| Antibes          | 76.612 (2022)    | Alpes-Maritimes  |
| Cannes           | 74.040 (2022)    | Alpes-Maritimes  |
| La Seyne-sur-Mer | 62.905 (2022)    | Var              |
| Fréjus           | 58.499 (2022)    | Var              |
| Hyères           | 55.384 (2022)    | Var              |
| Arles            | 51.156 (2022)    | Bouches-du-Rhône |
| Grasse           | 48.669 (2022)    | Alpes-Maritimes  |

## Politik

### Politische Gliederung
Die Region Provence-Alpes-Côte d’Azur ist in sechs Départements untergliedert:
| OZ  | = Ordnungszahl des Départements | Arr.  | = Anzahl der Arrondissements  | Gem. | = Anzahl der Gemeinden |
| W   | = Wappen des Départements       | Kant. | = Anzahl der Kantone          |      |                        |
| ISO | = ISO-3166-2-Code               | G.V.  | = Anzahl der Gemeindeverbände |      |                        |

| OZ     | W                                               | Département             | Präfektur       | ISO    | Arr. | G.V. | Kant. | Gem. | Einwohner 1. Januar 2022 | Fläche (km²) | Dichte (Einw./km²) |
| ------ | ----------------------------------------------- | ----------------------- | --------------- | ------ | ---- | ---- | ----- | ---- | ------------------------ | ------------ | ------------------ |
| 04     | Wappen des Départements Alpes-de-Haute-Provence | Alpes-de-Haute-Provence | Digne-les-Bains | FR-04  | 4    | 12   | 15    | 198  | 167.179                  | 6.925,22     | 24                 |
| 05     | Wappen des Départements Hautes-Alpes            | Hautes-Alpes            | Gap             | FR-05  | 2    | 9    | 15    | 162  | 141.677                  | 5.548,68     | 26                 |
| 06     | Wappen des Départements Alpes-Maritimes         | Alpes-Maritimes         | Nizza           | FR-06  | 2    | 7    | 27    | 163  | 1.114.579                | 4.298,58     | 259                |
| 13     | Wappen des Départements Bouches-du-Rhône        | Bouches-du-Rhône        | Marseille       | FR-13  | 4    | 4    | 29    | 119  | 2.069.811                | 5.087,49     | 407                |
| 83     | Wappen des Départements Var                     | Var                     | Toulon          | FR-83  | 3    | 14   | 23    | 153  | 1.108.364                | 5.972,54     | 186                |
| 84     | Wappen des Départements Vaucluse                | Vaucluse                | Avignon         | FR-84  | 3    | 14   | 17    | 151  | 568.702                  | 3.567,26     | 159                |
| Gesamt | Gesamt                                          | Gesamt                  | Gesamt          | Gesamt | 18   | 52   | 126   | 946  | 5.170.312                | 31.688,83    | 163                |

|  |  |  |

### Regionalrat

#### Wahl 2021

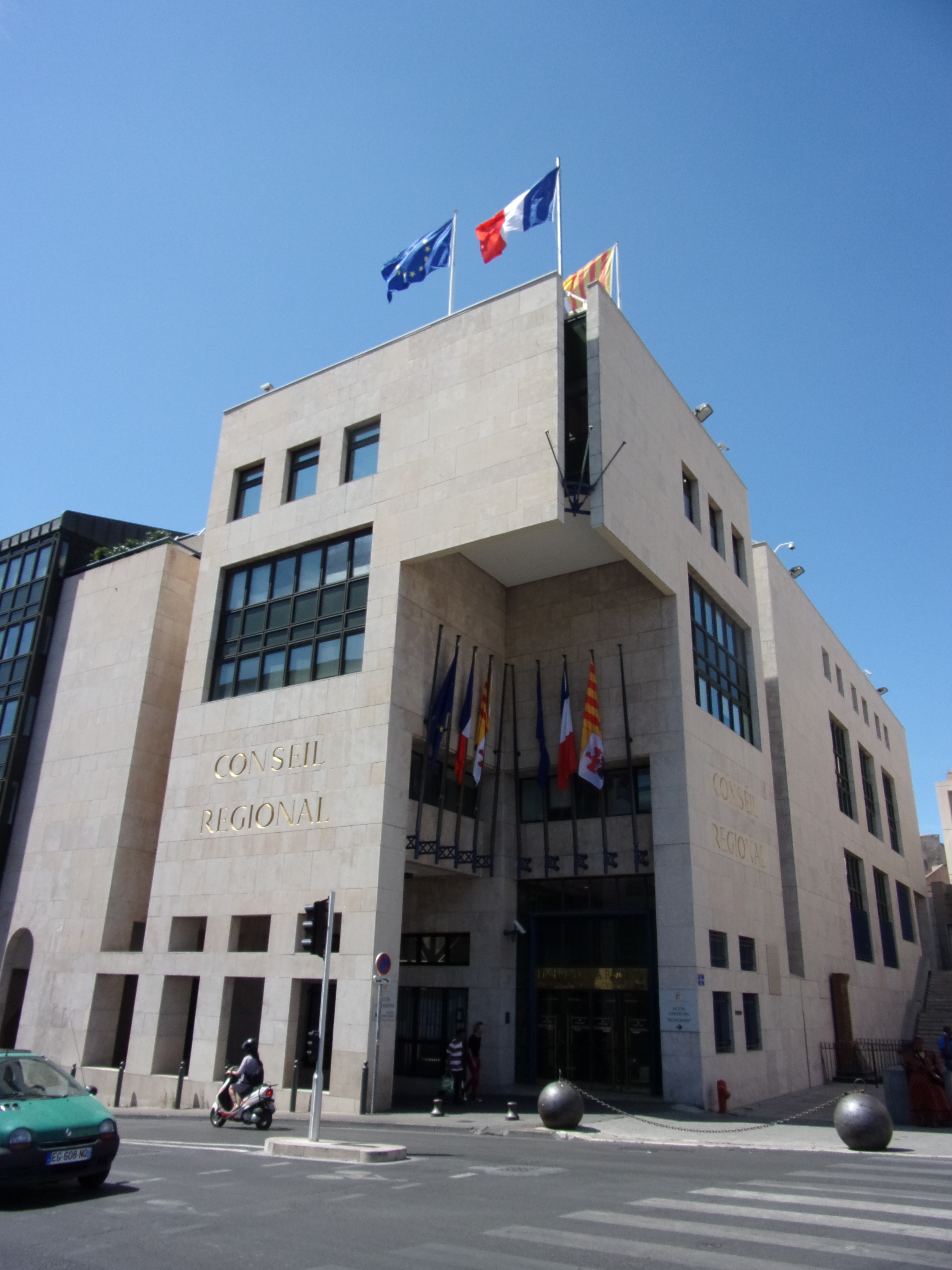
Sitz des Regionalrats in Marseille an der Place Jules Guesde

Bei der Wahl des Regionalrates vom 27. Juni 2021 (zweiter Wahlgang) wurde Renaud Muselier mit 57,30 Prozent (704.431 Stimmen) gewählt. Thierry Mariani unterlag im zweiten Wahlgang mit 42,70 Prozent (524.882 Stimmen).

#### Wahl 2017
Ergebnis der Wahl des Regionalrates vom 13. Dezember 2015:
- Liste Christian Estrosi (Union de la Droite aus LR, UDI und MoDem): 54,78 % = 1.073.516 Stimmen, 81 Sitze
- Liste Marion Maréchal-Le Pen (FN): 45,22 % = 886.177 Stimmen, 42 Sitze

Um einen Sieg des Front National (jetzt Rassemblement National) zu verhindern, hat die Sozialistische Partei ihre Liste nach dem ersten Wahlgang zurückgezogen und zur Wahl der Liste von Christian Estrosi aufgerufen. 2017 folgte Christian Estrosi sein Parteikollege Renaud Muselier.

## Wirtschaft
Im Vergleich mit der Europäischen Union erreichte die Region 2006 ein Bruttoinlandsprodukt-Index von 104,6 (EU-27 = 100, ausgedrückt in Kaufkraftstandards). Im Jahr 2016 betrug die Arbeitslosenquote 10,2 Prozent.